# Nuthin' but a 'G' Thang
Nuthin' but a 'G' Thang is een rapnummer van de rapper Dr. Dre in samenwerking met de rapper Snoop Dogg op The Chronic (1992), het debuutalbum van Dr. Dre. Dit nummer was de eerste single van de plaat en scoorde een nummer 2 op de Billboard Hot 100.